# Kieliszek mały
Kieliszek mały – dawna jednostka objętości, używana w opisie dawkowania lekarstwa dla pacjenta (na sygnaturze), szacowana na 15–25 ml.